# T-1000
未來戰士 T1000系列（英語：Series 1000 Terminator）或簡稱T-1000，是《未來戰士》系列中的虛構人形機器人角色，最初於《未來戰士2》中作為反派，之後也在《未來戰士2：3D版越空之戰》中登場作為次要的反派。在FOX電視劇《終結者外傳 － 莎拉·康納戰紀》劇中則有亞種機體T-1001。
T-1000也是《真人快打1》的可選角色。

## 電影

### 《未來戰士2》
在《未來戰士2》中，T-1000被天網派往過去執行殺死年輕的約翰·康納的任務，以阻止約翰領導倖存的人類組織抵抗軍對抗天網。
T-1000襲擊了一名洛杉磯警員並冒充了他的身分，利用警車上的設備尋找約翰，最終在購物中心與他對峙。正當準備殺死約翰時，抵抗軍派出的終結者T-800 101型出現並保護約翰，在一陣混亂與追逐中T-800帶著約翰逃脫了。
T-1000來到約翰的寄養家庭冒充了他的養母Janelle Voight (Jenette Goldstein飾演)，並打電話要約翰回家以守株待兔，但T-800辨識出他的真實身分，因為他答錯了約翰家的狗的名字。知道計謀被識破並殺死約翰的養父後，T-1000決定混入醫院裡並冒充莎拉·康納，但T-800與約翰及時救出莎拉並再次逃離。
在跟蹤莎拉他們一行人來到了Cyberdyne系統公司總部，又是一陣飛車追逐與駁火之後，他劫持的一輛液態氮油罐車被T-800翻倒，撒出的液態氮凍結了他，並被T-800持手槍打碎，但不久便因煉鋼廠的熱氣再次恢復，與T-800近身肉搏後擊毀了T-800的電源後繼續獵殺約翰，但T-800啟動了備用電源再次站起。他變形冒充了莎拉以誘殺約翰但被識破，最後被T-800射入體內的榴彈炸得嚴重變形後摔入鐵水中，並被鐵水的高溫融化而混入鐵水中無法再變回人形。

## 电影年表

### 《未來戰士2》
- 20世紀場景，出现来自未来的机械杀手，由未来掌握世界的机器人系统SKY NET（天网）派遣而来，其任务是追杀人类未来领袖约翰康納。而人类则派出型号为T-800的机械人保护约翰。
- 由天网于2025年着手研制
- 西元2027年开始部署
- 西元2029年，T-1000原型机作为暗杀人类阵营核心人物的工具被送往1995年。
- 西元202？年（终结者5里面的时间线已经混乱，所以我们不知道T-1000是何时部署与研制），T-1000为了顶替失败的T-800而传送到1984来阻止和杀死凯尔和莎拉
- 西元2032年被T-X所淘汰。(注：被淘汰的原因是由于制作工艺过于复杂和材料的局限性，T-1000屬於无法量产的型號。)

### 未來戰士：创世纪时间线
- 模仿成警察追杀刚刚传送到1984年的凯尔·里斯，在追踪到其位置后用自己身体中极少的一部分重新激活（可能該滴金屬是帶有一部分的智能晶片），被老T-800和莎拉·康纳停掉的新T-800，之后被老T-800将其举到酸性液体中被腐蚀而终结（由于T-800是由钽元素合金制造可以一定程度的耐腐蚀而并未受损，T-1000雖然可變形，但使用了性能較差的材料）。
- 2017年，创世纪（天网）试图制造T-1000，但因为影片结尾处的液态金属还没有完成编程处于无害状态，而被甩出时光机的「老爹」正好掉进液态金属裡，所以最终被T-800控制成为了其身体的一部分（類似是T-X型號）。
- 另外，在第五集中表明T-1000在沒有CPU的情況下就只是普通的液態金屬，分裂時可能也是攜帶了分散的CPU，可以推斷分裂能力有其限制。